# موم استخوان
موم استخوان آمیزه‌ای از موم و روغن و گندزدا که با پر کردن فضاهای داخل استخوان خون‌ریزی آن را در هنگام جراحی بند می‌آورد.